# Basilique Saint-Étienne-le-Majeur
Pour les articles homonymes, voir Basilique Saint-Étienne et Saint-Étienne (homonymie).
La basilique Saint-Étienne-le-Majeur (en italien, basilica di Santo Stefano Maggiore) est une église située dans la ville de Milan en Italie, construite au Ve siècle et plusieurs fois reconstruite depuis. Elle est dédiée au protomartyr Étienne, après avoir été initialement dédiée à saint Zacharie.

## Historique
La première construction, en 417, se fait sous l'impulsion de saint Martinien de Milan. L'église est détruite par un incendie en 1070, puis reconstruite dans le style roman en 1075. C'est dans cette église qu'est baptisé le peintre Caravage en 1571 ; la découverte en 2007 de documents d'archives attestant ce point met fin à une longue controverse sur le lieu et la date de naissance du peintre.